# 姜卫平
姜卫平，中华人民共和国教育部长江学者特聘教授，武汉大学教授、博士生导师，现任武汉大学科学技术发展研究院院长、卫星导航定位技术研究中心主任，主要从事高精度卫星导航定位研究。

## 生平
姜卫平1995年毕业于武汉测绘科技大学测绘工程专业，1997年获该校大地测量学与测量工程硕士学位，2001年获武汉大学博士学位。历任武汉大学卫星导航定位技术研究中心副主任、主任，2023年起任武汉大学科学技术发展研究院院长。

## 社会兼职
- 中国测绘学会会士